# Salcia (gmina)
Salcia – gmina w Rumunii, w okręgu Mehedinți. Obejmuje tylko jedną miejscowość Salcia. W 2011 roku liczyła 2794 mieszkańców.